# VK Dynamo Moskau (Männer)
VK Dynamo Moskau (волейбольный клуб Динамо Москва) ist ein russischer Männer-Volleyball-Verein. Bekannt wurde der Club durch seine großen Erfolge zur Zeit der Sowjetunion, insbesondere durch die Frauenmannschaft. Derzeit gehört die Männermannschaft neben dem VK Belogorje zu den besten Mannschaften Russlands und nimmt regelmäßig an der Volleyball Champions League teil.

## Geschichte

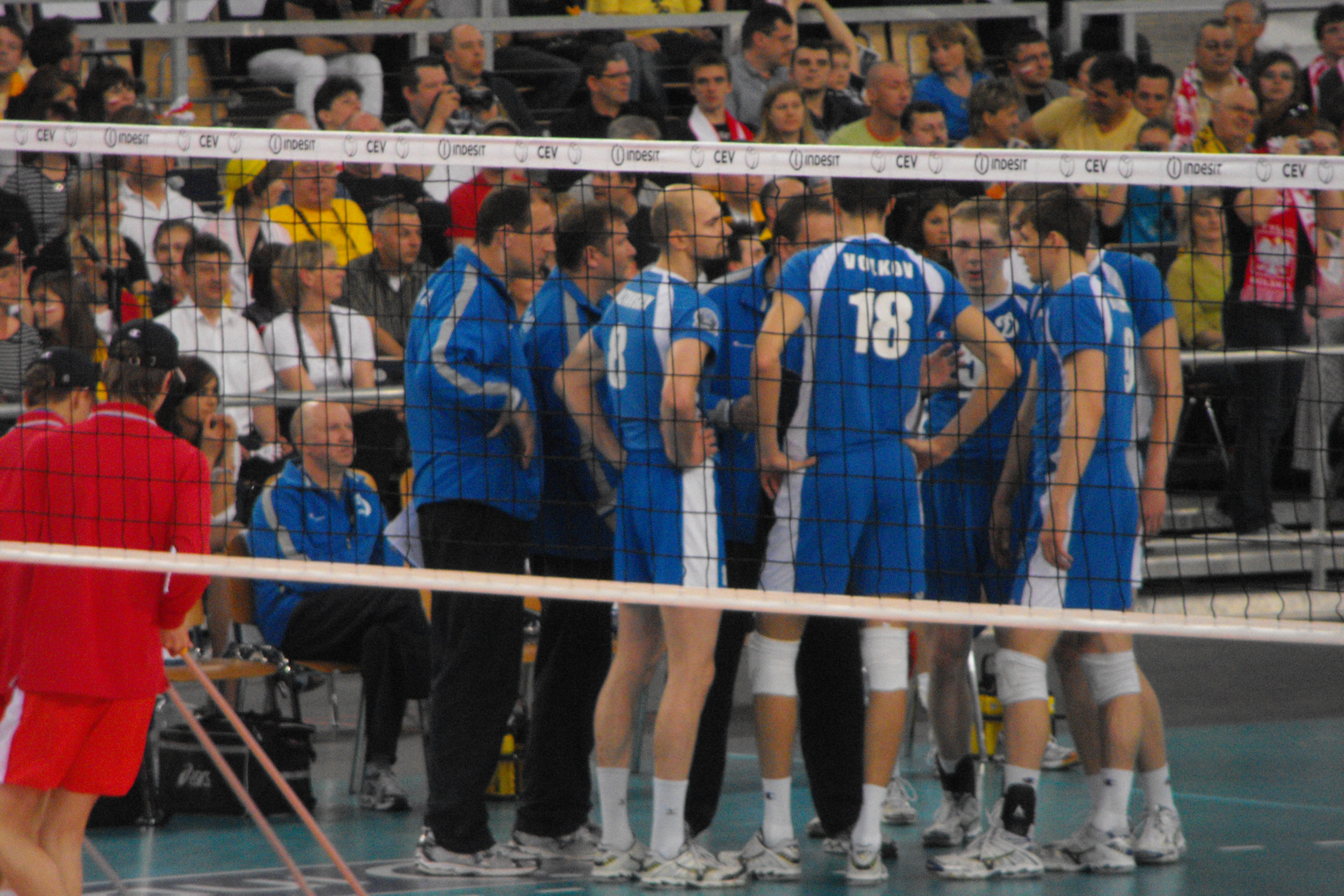
Spieler der VK Dynmo Moskau

Der Volleyballverein entstammt dem gleichnamigen russischen Sportverein, der am 18. April 1923 gegründet wurde und während der Sowjetzeit dem KGB untergeordnet war. Die erfolgreiche Zeit von Dynamo Moskau begann Mitte der 1940er Jahre. Die Männermannschaft konnte fünf von sieben Meisterschaften gewinnen (1945, 1946, 1947, 1948 und 1951) und gewann die ersten drei Pokalwettbewerbe der Sowjetunion.
Ab 1977 spielte das Team als Dynamo Moskowskaja Oblast. Mitte der 1980er Jahre konnte die Männermannschaft an frühere Erfolge anknüpfen: Sie verlor zwar das nationale Pokalfinale gegen den Double-Gewinner VK ZSKA Moskau, durfte allerdings am Europapokal der Pokalsieger 1985 teilnehmen, den sie im Finale gegen Lewski-Spartak Sofia für sich entschied.
1994 wurde die Männer-Volleyballabteilung aufgelöst. 2000 wurde der Verein auf Basis des Volleyballvereins MGFSO Olympus Moskau wiederbelebt und spielte bis 2002 als Dynamo-MGFSO Olympus Moskau. Seit 2002 nennt sich der Klub wieder Dynamo Moskau.

## Erfolge
- Europapokal der Pokalsieger 1985
- CEV-Cup 2012, 2015
- Final Four des Europapokals 1985/86, 1989/90
- Final Four der Champions League 2005/06, 2006/07, 2009/10
- Sowjetischer Meister 1945–1948, 1951
- Sowjetischer Vizemeister 1950, 1952, 1953, 1958, 1984, 1985, 1988, 1989
- Sowjetischer Pokalsieger 1950–1952
- Finalist des UdSSR-Pokalwettbewerbs 1974, 1978, 1983, 1984, 1985, 1986, 1987, 1988, 1989
- Russischer Meister 2006 und 2008
- Russischer Vizemeister 2004, 2005, 2007
- Russischer Pokalsieger  2006, 2008
- Finalist des russischen Pokalwettbewerbs 2003, 2004, 2007
- Gewinn des Super Cup 2008, 2009

## Europapokal
In der Saison 2005/06 erreichte Dynamo Moskau das Final Four der Champions League und belegte dort den dritten Platz. In der folgenden Spielzeit spielte Dynamo wieder in der Champions League. In der Gruppe B traf Moskau auf den Titelverteidiger Sisley Treviso, den letztjährigen Finalisten Iraklis Thessaloniki sowie Noliko Maaseik, Paris Volley und Ortec Rotterdam und erreichte erneut das Final Four Turnier.
In der Spielzeit 2009/10 traf Dynamo in der Gruppe A auf Trentino Volley, Olympiakos Piräus und Jihostroj České Budějovice. Mit einem zweiten Platz in der Vorrunde qualifizierte sich Dynamo für die Playoffs, wo das Team Panathinaikos Athen und erneut Olympiakos Piräus in jeweils zwei Spielen schlug. Damit qualifizierte sich Dynamo für das Final Four, bei dem es im Final Trentino Volley unterlag und damit den zweiten Platz belegte.